# Eccellenza Trentino-Alto Adige 1993-1994
Il campionato italiano di calcio di Eccellenza regionale 1993-1994 è stato il terzo organizzato in Italia. Rappresenta il sesto livello del calcio italiano.
Questo è il campionato regionale della regione Trentino-Alto Adige (anche noto in tedesco come Oberliga, letteralmente "lega superiore").

## Squadre partecipanti
| Squadra                         | Città                        |
| ------------------------------- | ---------------------------- |
| U.S. Anaune                     | Cles (TN)                    |
| U.S. Arco                       | Arco (TN)                    |
| S.S.V. Bruneck                  | Brunico (BZ)                 |
| S.S. Condinese                  | Condino (TN)                 |
| A.S. Fersina                    | Pergine Valsugana (TN)       |
| U.S. Fiavè                      | Fiavé (TN)                   |
| A.S. Laives                     | Laives (BZ)                  |
| U.S. Levico Terme               | Levico Terme (TN)            |
| A.C. Mezzocorona                | Mezzocorona (TN)             |
| S.V. Milland                    | Bressanone (BZ)              |
| U.S. Salurn                     | Salorno (BZ)                 |
| A.S.C. Sankt Martin in Passeier | San Martino in Passiria (BZ) |
| S.S. Settaurense                | Storo (TN)                   |
| S.S.V. Taufers                  | Campo Tures (BZ)             |
| U.S. Villazzano                 | Trento (TN)                  |
| A.C. Virtus Don Bosco           | Bolzano (BZ)                 |

## Classifica finale
|  | Pos. | Squadra               | Pt | G  | V  | N  | P  | GF | GS | DR  |
|  | ---- | --------------------- | -- | -- | -- | -- | -- | -- | -- | --- |
|  | 1.   | Arco                  | 46 | 30 | 18 | 10 | 2  | 63 | 17 | +46 |
|  | 2.   | Salurn                | 39 | 30 | 13 | 13 | 4  | 38 | 25 | +13 |
|  | 3.   | Settaurense           | 39 | 30 | 14 | 11 | 5  | 42 | 24 | +18 |
|  | 4.   | Fiavè                 | 38 | 30 | 15 | 8  | 7  | 46 | 21 | +25 |
|  | 5.   | Virtus Don Bosco      | 36 | 30 | 12 | 12 | 6  | 39 | 30 | +9  |
|  | 6.   | Bruneck               | 33 | 30 | 10 | 13 | 7  | 38 | 25 | +13 |
|  | 7.   | Taufers               | 29 | 30 | 7  | 15 | 8  | 22 | 28 | -6  |
|  | 8.   | Anaune                | 29 | 30 | 11 | 7  | 12 | 31 | 42 | -11 |
|  | 9.   | Condinese             | 28 | 30 | 11 | 6  | 13 | 29 | 37 | -8  |
|  | 10.  | Villazzano            | 26 | 30 | 7  | 12 | 11 | 21 | 29 | -8  |
|  | 11.  | Sankt Martin Passeier | 26 | 30 | 7  | 12 | 11 | 34 | 45 | -11 |
|  | 12.  | Milland               | 25 | 30 | 5  | 15 | 10 | 22 | 38 | -16 |
|  | 13.  | Mezzocorona           | 23 | 30 | 8  | 7  | 15 | 28 | 34 | -6  |
|  | 14.  | Laives                | 23 | 30 | 7  | 9  | 14 | 22 | 37 | -15 |
|  | 15.  | Levico Terme          | 21 | 30 | 4  | 13 | 13 | 19 | 38 | -19 |
|  | 16.  | Fersina               | 19 | 30 | 6  | 7  | 17 | 14 | 38 | -24 |

## Spareggi

### Spareggio 2º posto
| Squadra 1 | Risultato | Squadra 2   |
| --------- | --------- | ----------- |
| Salurn    | 3 - 0     | Settaurense |

| Trento 13 maggio 1994 | Salurn | 3 – 0 | Settaurense | Stadio Briamasco |

### Spareggio salvezza
| Squadra 1   | Risultato | Squadra 2 |
| ----------- | --------- | --------- |
| Mezzocorona | 2 - 1     | Laives    |

| ??? 1994 | Mezzocorona | 2 – 1 | Laives |  |